# Field marshal (Royaume-Uni)
Pour les articles homonymes, voir Field marshal.

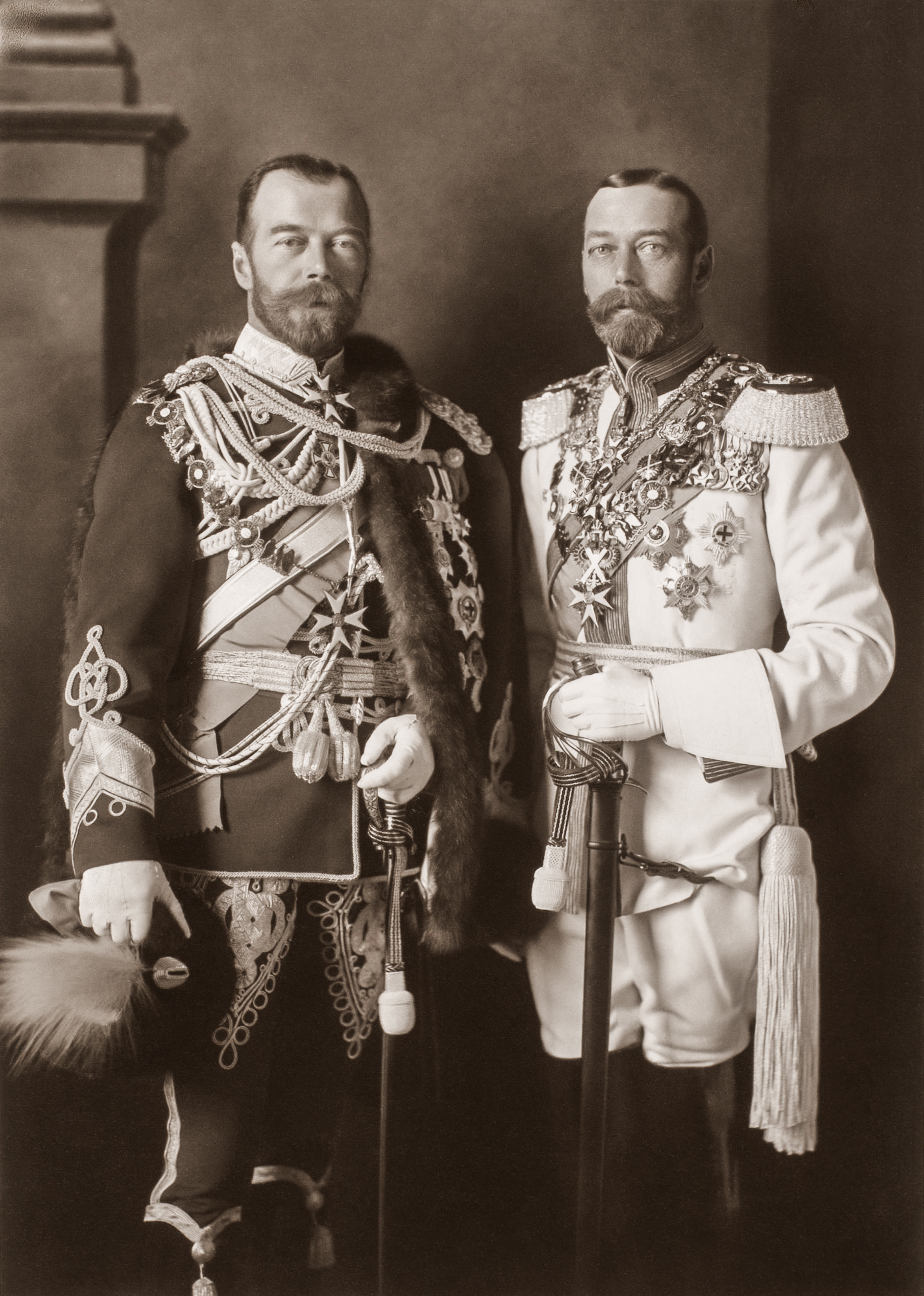
George V, roi du Royaume-Uni, et Nicolas II, empereur de Russie, fields marshals, se rencontrent à Berlin en mai 1913.

Le grade de field marshal (maréchal en français) est le plus haut grade de la British Army, l'armée de terre britannique. Il se classe immédiatement au-dessus du grade de général et est l'équivalent d'un admiral of the fleet dans la Royal Navy et d'un marshal of the Royal Air Force. On peut désigner le grade de field marshal en français par le germanisme feld-maréchal.
Les insignes du field marshal se composent de deux bâtons croisés dans une couronne de feuilles de chêne, avec une couronne royale au-dessus.

## Histoire
L’appellation field marshal est connue en Angleterre depuis le XIIe siècle, mais son introduction dans la hiérarchie militaire est plus tardive. Elle est due au roi George II, qui était alors prince-électeur du Saint-Empire romain germanique. George Douglas-Hamilton devient le premier field marshal en 1736. Environ 15 ans plus tard, le grade apparut dans sa forme abrégée simplement comme « marshal » dans un verset supplémentaire du God Save the King, qui, en exprimant un sentiment anti-jacobite, montre l'espoir que George Wade écrase le jacobitisme.
Durant la première partie du XXe siècle, le chief of the Imperial General Staff est généralement un field marshal. La pratique courante veut qu'aucun field marshal ne soit nommé en temps de paix. La dernière nomination à ce grade concerne Peter Inge, bien que les membres de la famille royale et certains autres officiers de très haut niveau soient encore admissibles à une nomination. Le grade de field marshal est le seul grade des forces armées britanniques où l'individu ne se retire jamais officiellement, le grade est conféré à vie.
Traditionnellement, le monarque britannique est field marshal. Le duc de Kent et le prince de Galles sont tous les deux field marshal tout comme le défunt duc d'Édimbourg l'a été de son vivant.
Trois Français furent élevés à ce grade : François de La Rochefoucauld (1672 – 1739) dit le marquis de Montendre (en 1739), John Ligonier (en 1757) et le maréchal Ferdinand Foch (en 1919).

### Sources
- (en) Cet article est partiellement ou en totalité issu de l’article de Wikipédia en anglais intitulé « field marshal (United Kingdom) » (voir la liste des auteurs).